# 猶太百科全書 (1901年)
《猶太百科全書》（英語：Jewish Encyclopedia），是一部英語的猶太教百科全書，由伊西多爾·辛格發起這項編輯計畫，之後交由芬克和瓦格納爾斯出版社於1901年至1906年之間的出版品。全套總共十二卷一萬五千多篇文章，當中內容包含：猶太人歷史、聖經、塔木德、拉比文學、猶太教、猶太教的流派和教派、希伯來語和其他猶太語言、猶太文學和新聞學、猶太民俗、猶太藝術、猶太哲學、猶太研究、以色列的土地、猶太復國主義等內容。
該套百科全書已經屬於公有領域資源，因此可以在網路上找到免費的線上完整版。

## 相關連結
- 英文版網站：https://jewishencyclopedia.com/ （页面存档备份，存于）